# Смотрич (селище)
Смо́трич — селище в Україні, центр Смотрицької селищної територіальної громади Кам'янець-Подільського району Хмельницької області.
Спеціалізується на харчовій промисловості, виробництві кераміки.

## Географія
Селище розташоване у західному Поділлі, на річках Смотрич і Яромирка, за 8 км від залізничної станції Балин на лінії Ярмолинці — Ларга та за 33 кілометри автошляхами від міста Кам'янець-Подільський.

### Клімат
Смотрич знаходяться в межах вологого континентального клімату із теплим літом. Але діяльність людини досить часто призводить до екоциду, поганих змін та глобального потепління. Рівень наповнення річок водою по області становить лише 20 % від необхідного стандарту, значна частина земної поверхні стає посушливою. Для покращення ситуації варто було б проводити ревайлдинг, відновлювати екосистеми та лісові насадження.

## Історія

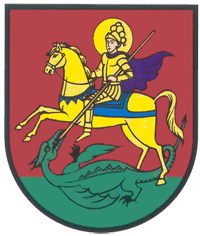
Старий герб Смотрича

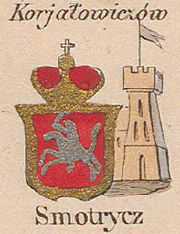
Смотрич на мапі Зигмунда Герстмана

Перші письмові згадки про Смотрич пов’язані з правлінням литовського князя Ольгерда, який у 1331 році після вигнання татар передав управління Поділлям своїм племінникам — князям Коріатовичам. Одним із перших, хто зробив Смотрич своєю резиденцією, був Юрій Коріатович, якому приписують ініціативу будівництва замку.
В указі від 17 березня 1375 року, написаному кирилицею, князь Олександр Коріатович згадується як володар Смотрича. У цьому документі йдеться про передачу земель біля Смотрича монахам-домініканцям, яким було дозволено вільно оселитися в місті.
Важливою постаттю в історії Смотрича був князь Костянтин Коріатович. За його правління у місті почалося карбування подільського полугрошика — срібної монети із зображенням святого Юрія Змієборця, що був на гербі роду Коріатовичів. На деяких зразках монет міститься напис: «монета Костянтина / князя і господаря Смотрича», а згодом: «Монета Костянтина, князя, дідича та господаря Поділля», що підтверджує столичний статус міста в той період. Відомі також варіанти монет із заміною назви Смотрича на Поділля.
Карбування монет у Смотричі свідчить про його тимчасове піднесення як економічного й політичного центру регіону. Проте невдовзі Коріатовичі перенесли свою резиденцію до Кам’янця-Подільського, що стало причиною занепаду міста.
У 1393 році Смотрич був захоплений литовським князем Вітовтом під час походу проти останнього з Коріатовичів — воєводи Федора. Після захоплення Поділля, Вітовт передав ці землі польському королю Ягайлу, який згодом надав їх Спитку з Мельштина. У грамоті, виданій Ягайлом, Смотрич згадується серед переданих замків.
У 1400 році землі перейшли до Свидригайла, а в 1402 році — знову до Ягайла, який утримував їх до 1411 року, після чого вони остаточно перейшли під владу Вітовта. У документах цього періоду міститься згадка про «Замок Смотрич».
Після смерті Вітовта у 1430 році польська шляхта проголосила замки, зокрема Смотрич, такими, що підпорядковуються польській короні. У 1431–1432 роках тривала боротьба між прихильниками Свидригайла та поляками. Замок Смотрич був зруйнований, а місто, як і все Західне Поділля, залишилося під владою Польщі.
У 1448 році польський король Казимир IV Ягеллончик, перебуваючи в Кам’янці, надав Смотричу магдебурзьке право. Місто увійшло до складу кам’янецького староства і підпорядковувалося безпосередньо королівській адміністрації. Однак наприкінці XV століття Смотрич, як і навколишні села, зазнав значних руйнувань внаслідок частих набігів татар і волохів.
У 1518 році король Сигізмунд I дозволив мешканцям Смотрича звести новий замок власним коштом та силами. Для стимулювання будівництва місто було звільнене від податків на два роки. При цьому жителі зобов’язувалися нести охоронну службу та брати участь в обороні у разі нападу.
У 1530 році Смотрич, що колись був столицею, фактично перетворився на село. Лише наприкінці XVI століття місто почало поступово відновлюватися. Однак через утиски кам’янецького старости Миколи Бржеського, який прагнув збільшити прибутки староства, місто знову занепало. У 1586 році смотрицькі міщани виграли судовий процес проти старости, проте економічне становище міста залишалося складним.
На початку XVII століття Смотрич увійшов до складу маєтностей впливового роду Потоцьких, зокрема Яна Потоцького. Проте в 1615 р. Смотрич був розореним татарами.
На 1665 Смотрич був центром окремого староства. Утім перебування в зоні постійних бойових дій часів Національної революції 1648—1676 не сприяло його розвиткові. Славу містечку принесла родина Смотрицьких.
1764 р. Смотрич належав Теодору Потоцькому — сину смотрицького старости, брацлавського каштеляна Яна Потоцького (помер 1744 р., син Юзефа Станіслава Потоцького та Елеонори з Реїв).
1791 р. побудована ратуша. 5 липня 1792 р. привілеєм короля Станіслава Августа Понятовського підтверджено магдебурзьке право, а також надано герб із зображенням Святого Юрія Звитяжця, що нищить списом змія, на червоному тлі.
Смотрич відомий високим мистецтвом розписної художньої кераміки. З XVIII ст. тут виробляють поливяні миски, полумиски, баньки, іграшки. Вироби з Смотрича зберігаються в музеях Києва, Львова, Полтави, Санкт-Петербурга, Кракова і Дніпра.
У ХІХ столітті - позаштатне містечко Кам'янецького повіту Подільської губернії.
1863 року мешканці Смотрича втрачають можливість користуватись рідною мовою, видано таємне розпорядження — Валуєвський циркуляр, що наказував призупинити видання значної частини книг, написаних українською мовою, а згодом доповнено Емським указом.
Наприкінці XIX та на початку ХХ століть у Смотричу виникли сільський банк, вальцьований млин, гончарні і ткацькі промисли.

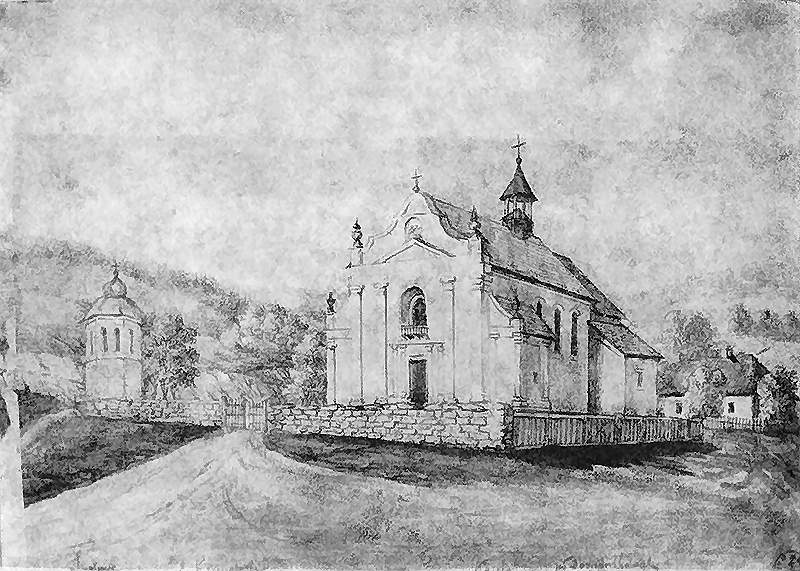
Смотрич 1871 рік
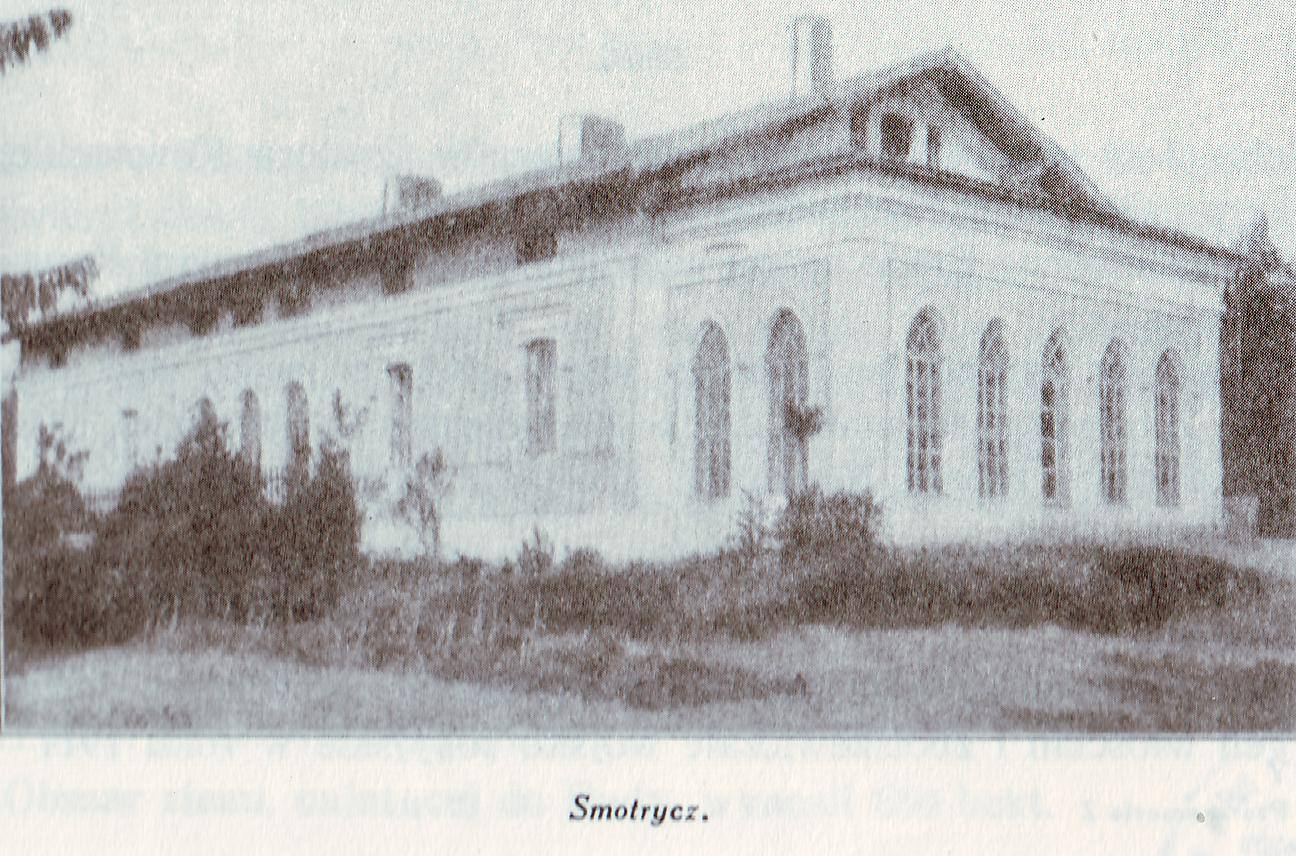
Смотрич 1929 рік

Внаслідок поразки Перших визвольних змагань на початку XX століття, селище надовго окуповане російсько-більшовицькими загарбниками.
Радянська окупація принесла колективізацію та розкуркулення, мешканці селища зазнали репресій.
Смотрич (з березня 1923 по грудень 1962 року) — районний центр УРСР, селище міського типу, центр селищної Ради.

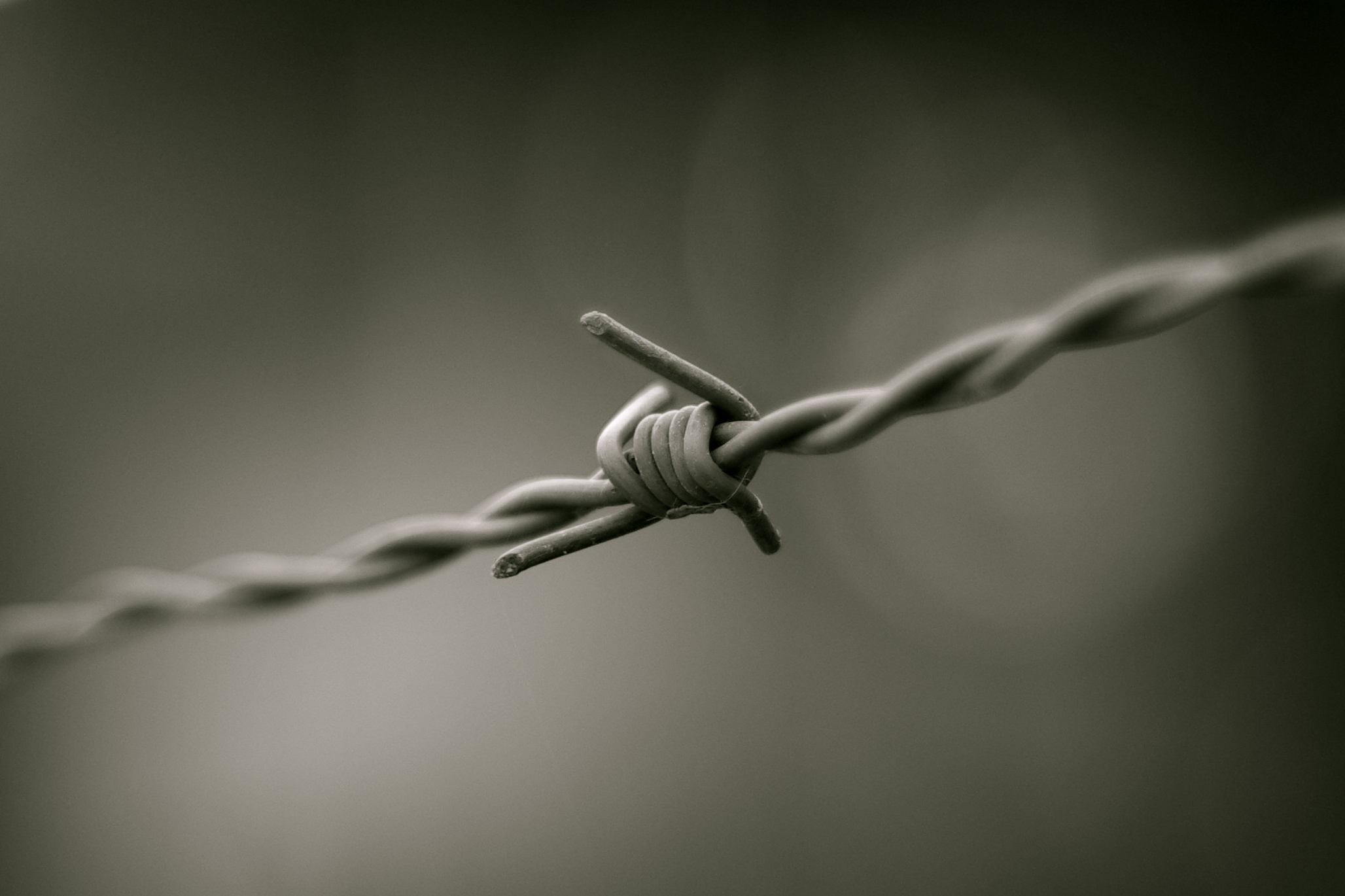
Національний банк репресованих
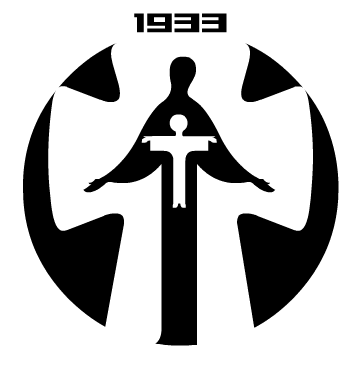
Список жертв Голодомору

В 1932–1933 жителі селища пережили Голодомор.
Роки Великого терору 1936-1937 вбито осіб різних національностей і професій, багато людей було виселлено як сім'ї «ворогів народу».
По закінченню Другої світової війни у 1946—1947 роках мешканці селища вчергове пережили голод.
Статус селища міського типу із 1960 року.
З 24 серпня 1991 року селище входить до складу незалежної України.
29 серпня 2017 року було утворено Смотрицьку селищну об'єднану територіальну громаду. Адміністративним центром громади став Смотрич. Об'єднання в громаду має створити умови для формування ефективної і відповідальної місцевої влади, яка зможе забезпечити комфортне та безпечне середовище для проживання людей.
19 липня 2020 року, в результаті адміністративно-територіальної реформи та ліквідації Дунаєвецького району, селище увійшло до складу Кам'янець-Подільського району.
З 26 січня 2024 року Смотрич став селищем, зі законодавства виведено термін «селище міського типу», відповідно до нового закону, у селах мало б проживати від 2 тисяч до 5 тисяч людей, у селищах до 10 тисяч, у містах – понад 10 тисяч.

## Населення
За переписом населення України 2001 року склало 2087 осіб.
Згідно перепису 2015 року в селищі мешкало 1866 осіб, населення села скоротилось на 10,59 % порівняно зі 2001 роком.

### Мова

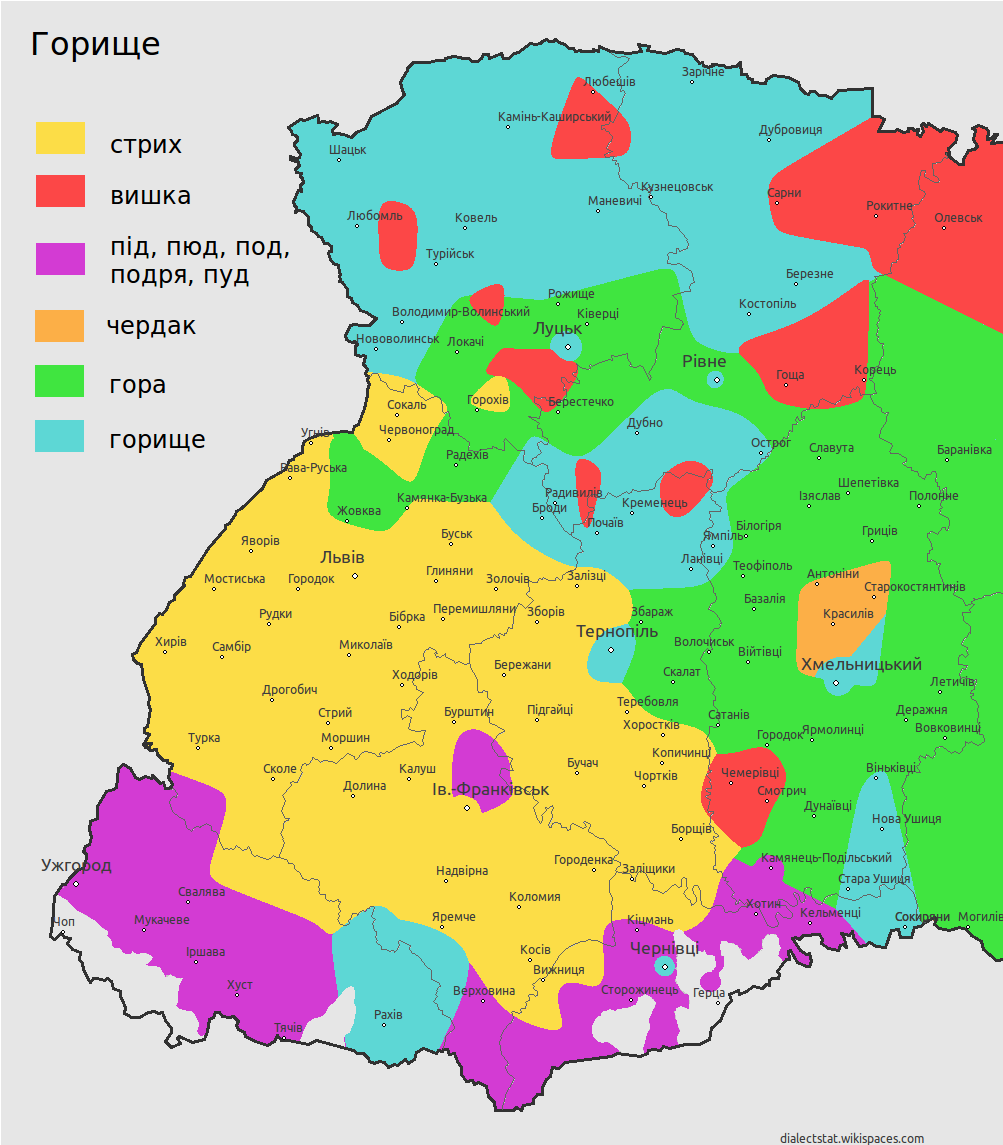
У селищі Смотрич поширені такі діалекти слова «горище»: вишка, гора

У селищі поширені західноподільська говірка та південноподільська говірка, що відносяться до подільського говору, який належить до південно-західного наріччя.
Розподіл населення за рідною мовою за даними перепису 2001 року:
| Мова       | Відсоток |
| ---------- | -------- |
| українська | 97,62 %  |
| російська  | 1,14 %   |
| угорська   | 1,00 %   |
| польська   | 0,14 %   |
| молдавська | 0,10 %   |

## Релігія

### Храми Смотрича
- Домініканський монастир (для нього староста Миколай Бжеський 1586 року записав фундуш[14]), Домініканський костел (в ньому ймовірно був похований Олександр Коріатович)
- Дерев'яна Миколаївська церква (не збереглася)
- Успенська церква (не збереглася)
- Дерев'яна синагога (не збереглася)

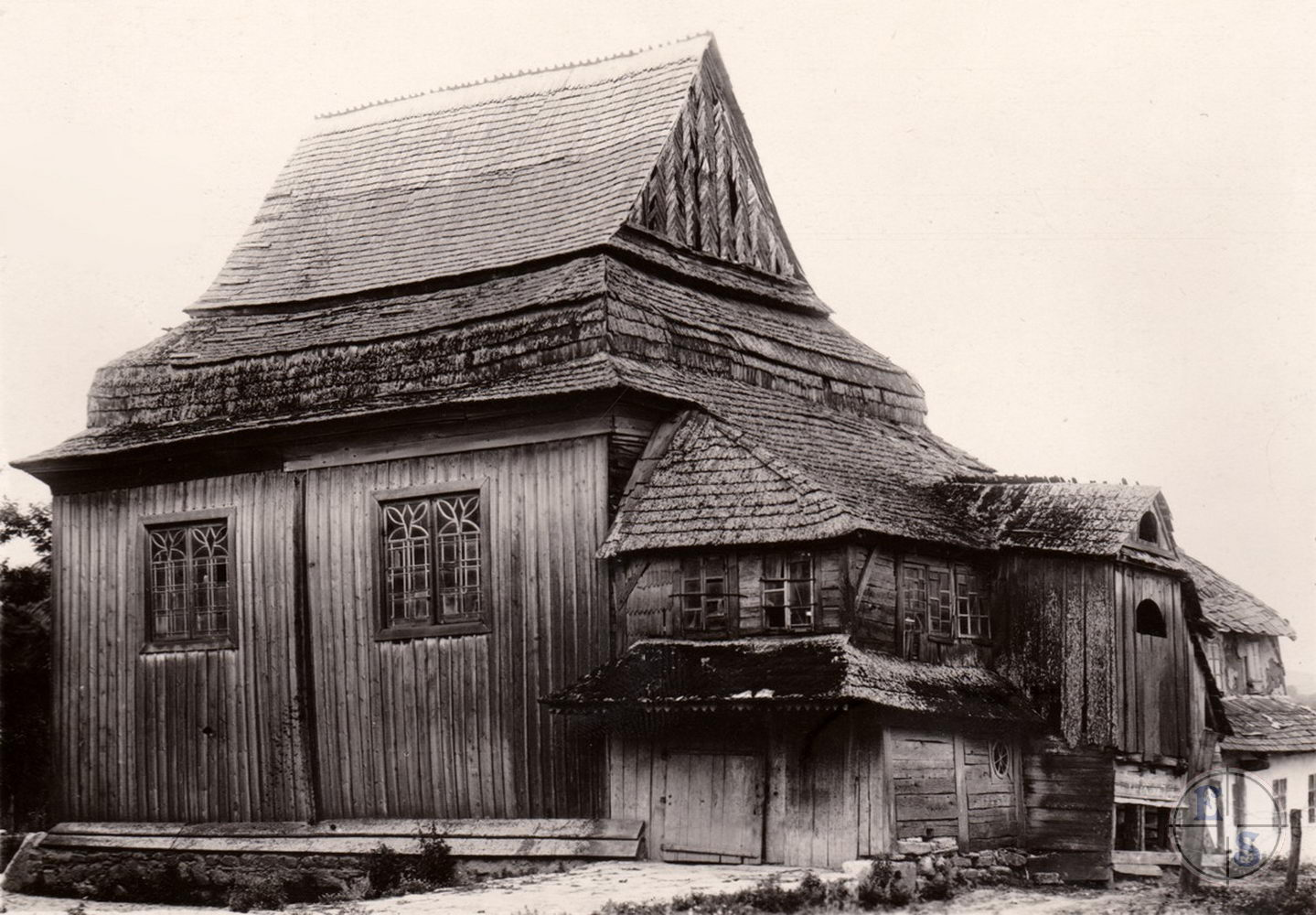
Дерев'яна синагога
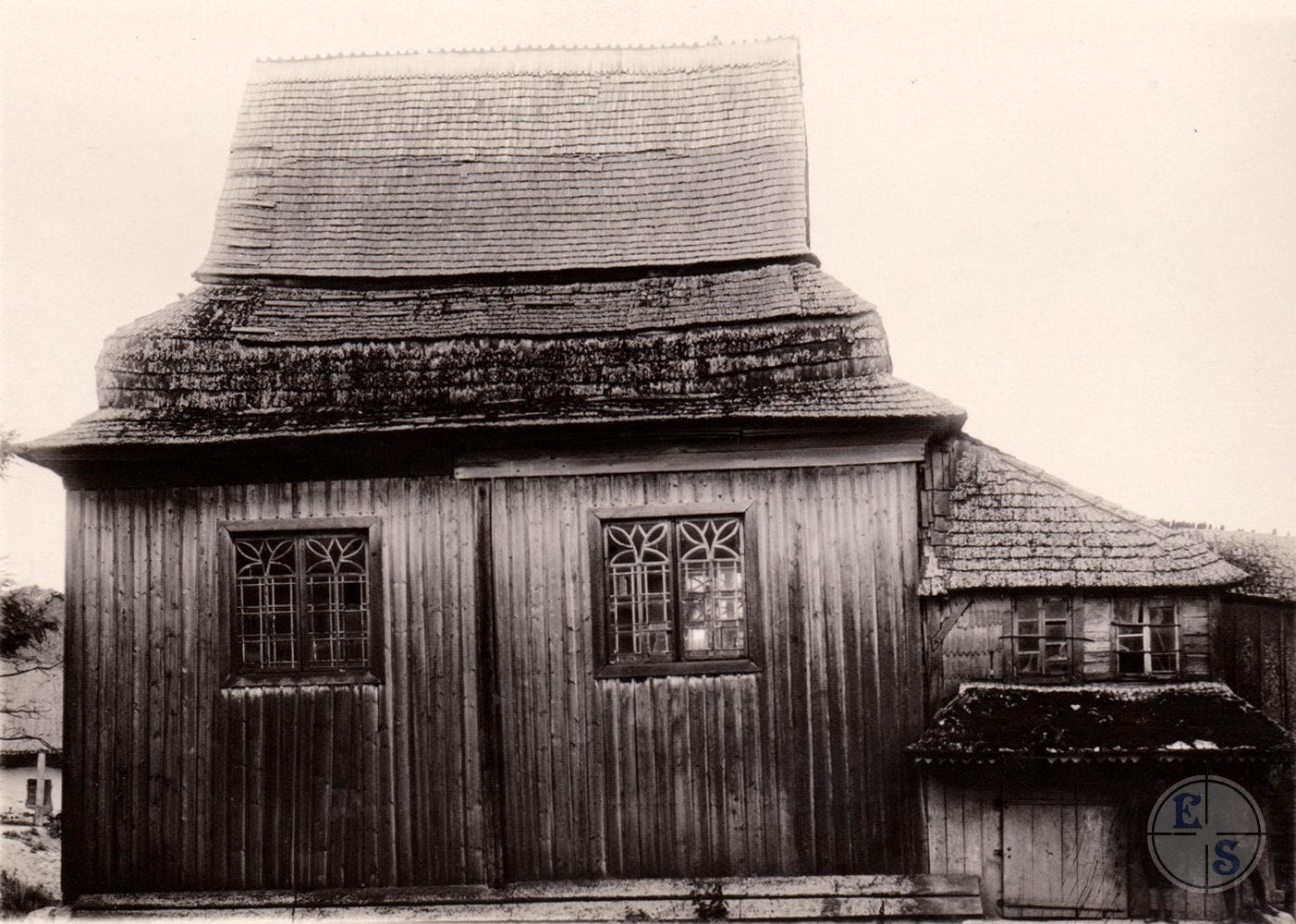
Дерев'яна синагога вид збоку
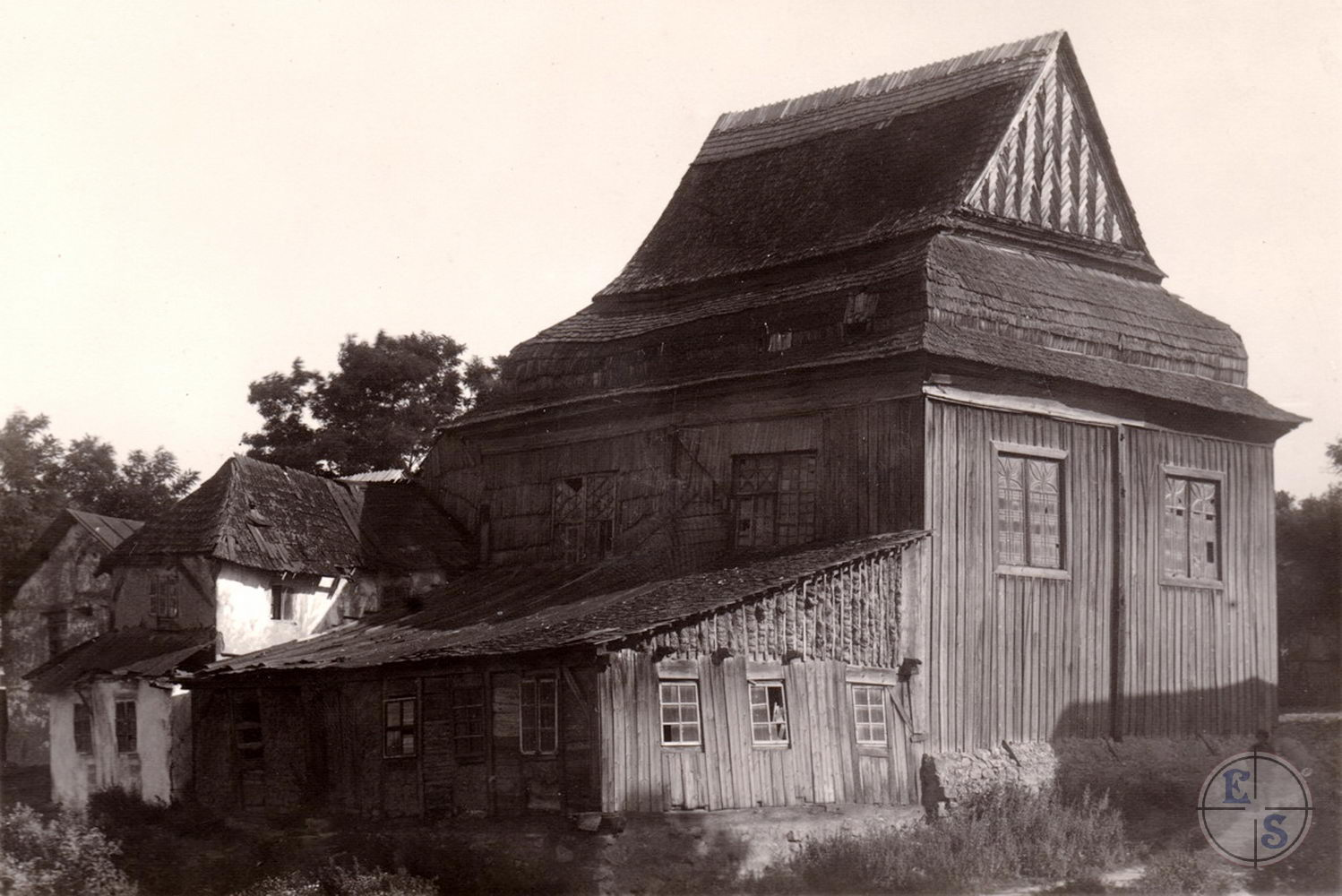
Дерев'яна синагога загальний вигляд

## Відомі люди

Герб Потоцьких Золота Пилява примаської гілки.

### Народилися
- Мелетій Смотрицький (світське ім'я — Максим Герасимович Смотрицький; псевдонім Теофіл Ортолог; 1577 — 27 грудня 1633) — письменник, церковний і освітній діяч Речі Посполитої, український мовознавець, праці якого вплинули на розвиток східнослов'янських мов. Автор «Граматики слов'янської» (1619), що систематизувала церковнослов'янську мову.
- Бачинський Дмитро Григорович (1920–2007) — Герой Радянського Союзу, народний депутат СРСР (1989—1991).
- Нейко Євген Михайлович (1932–2010) — доктор медичних наук.
- Білоокий Карпо Петрович (1888–1974) — гончар.
- Нідзельський Петро Васильович (1945) — заступник міністра енергетики Російської Федерації у 2000—2004 роках.

### Смотрицькі воєводи
- Олешко
- Рогозка з Язлівця

### Смотрицькі старости
- Александер Гумецький[15]
- Теодор Потоцький — белзький воєвода, барський конфедерат
- Анджей Малаховський гербу Наленч[16] — перший чоловік Констанції Данилович[17]

## Галерея

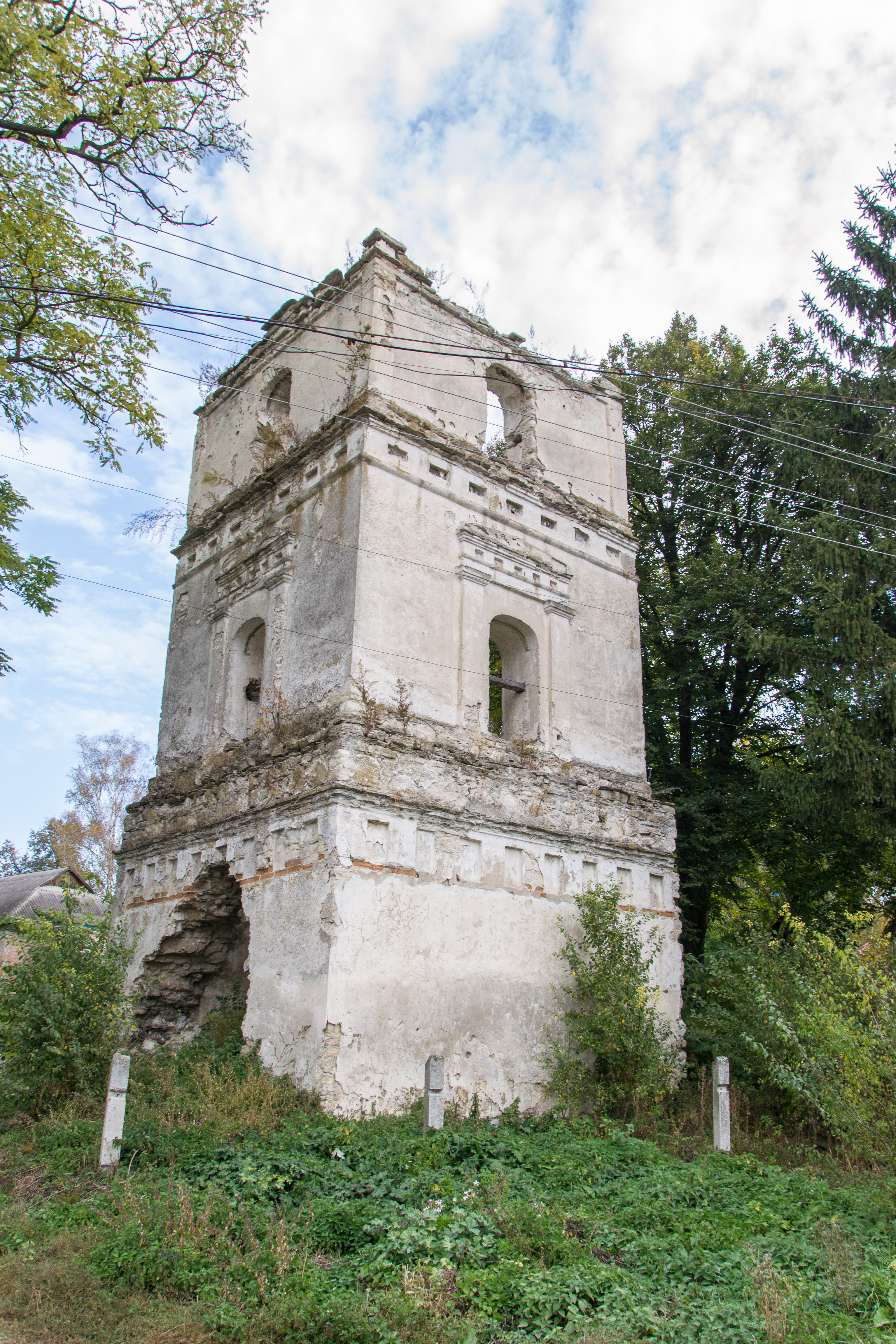
Дзвіниця Успенської церкви
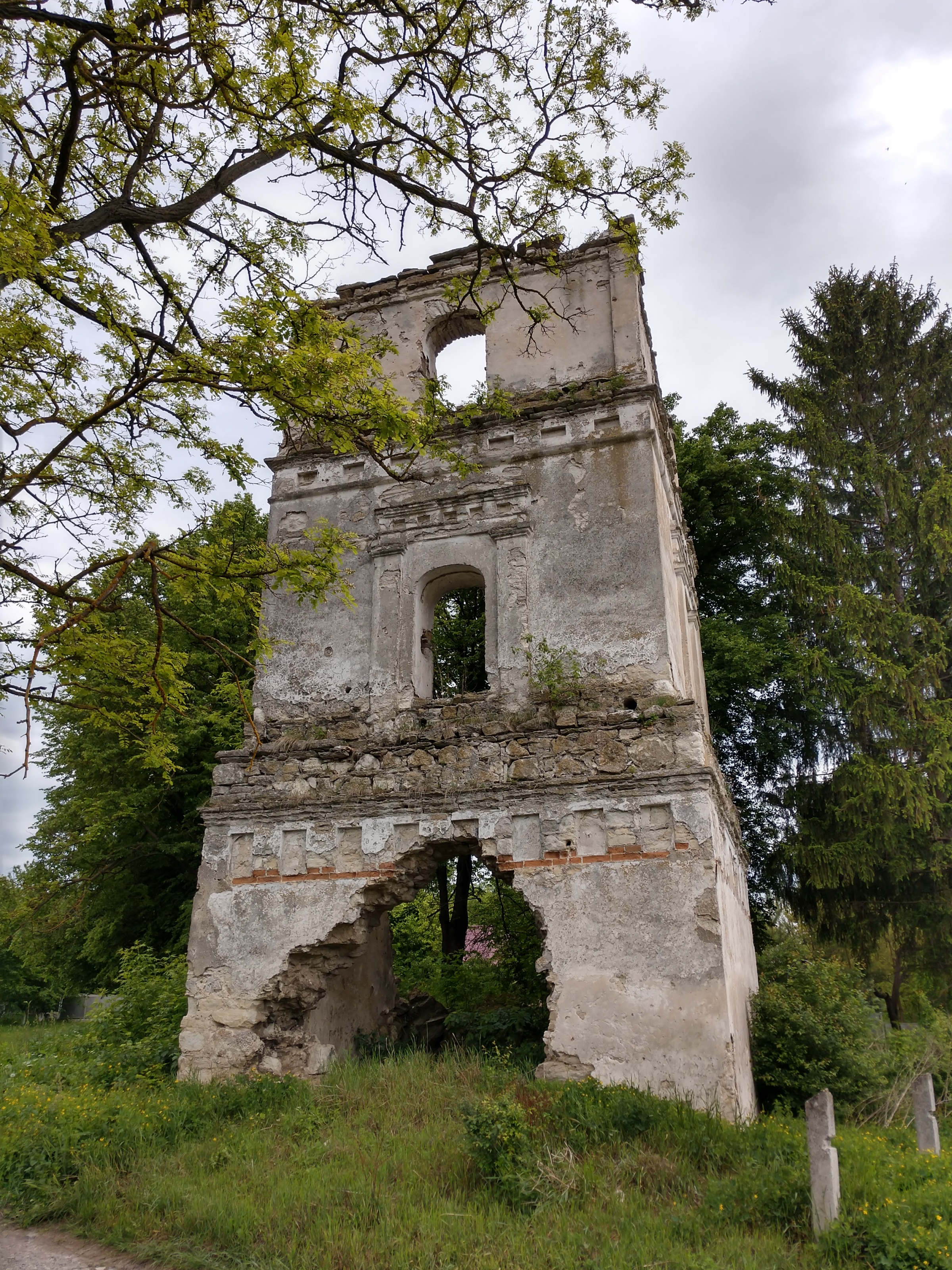
Смотрич, дзвіниця
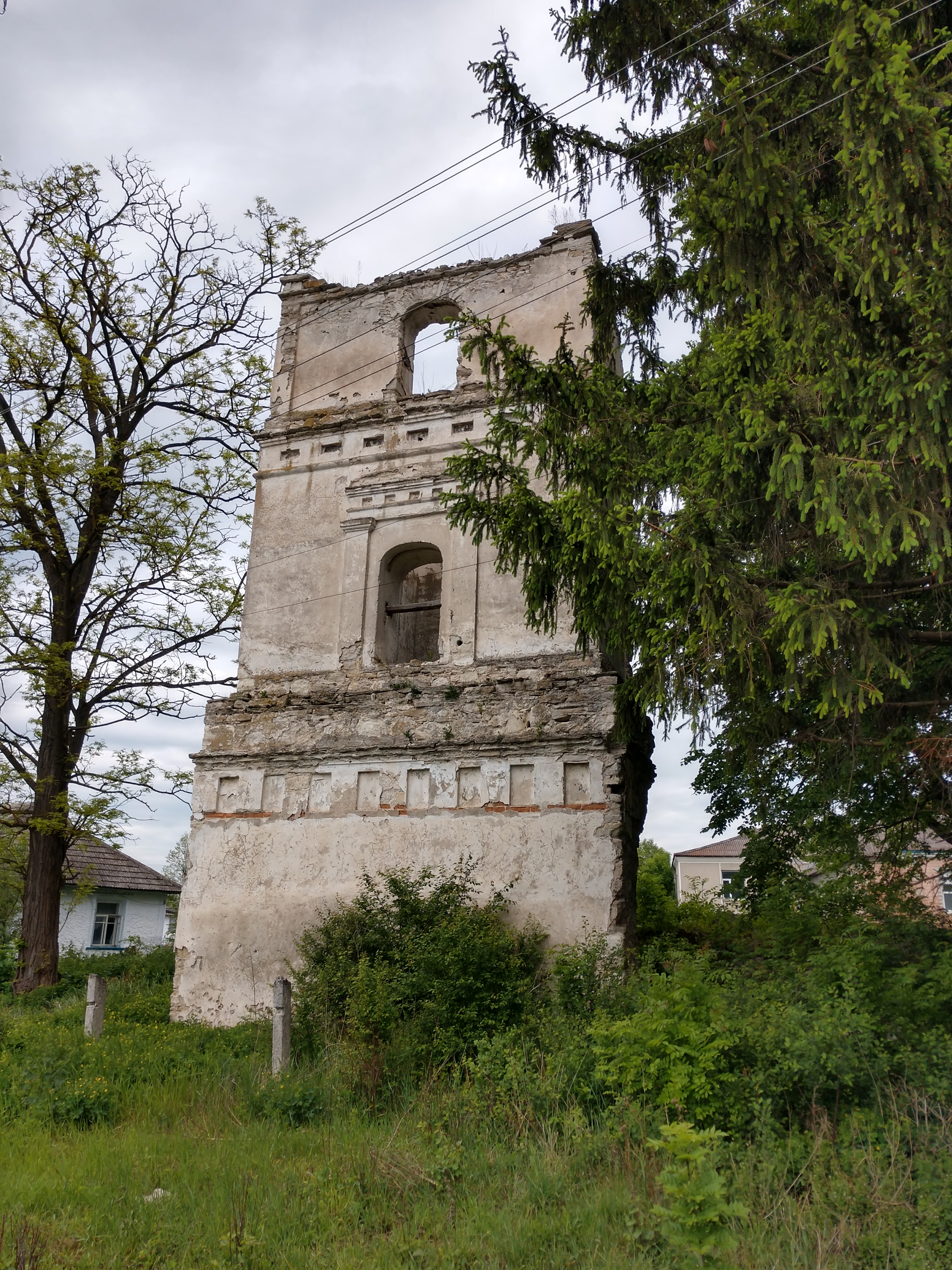
Дзвіниця
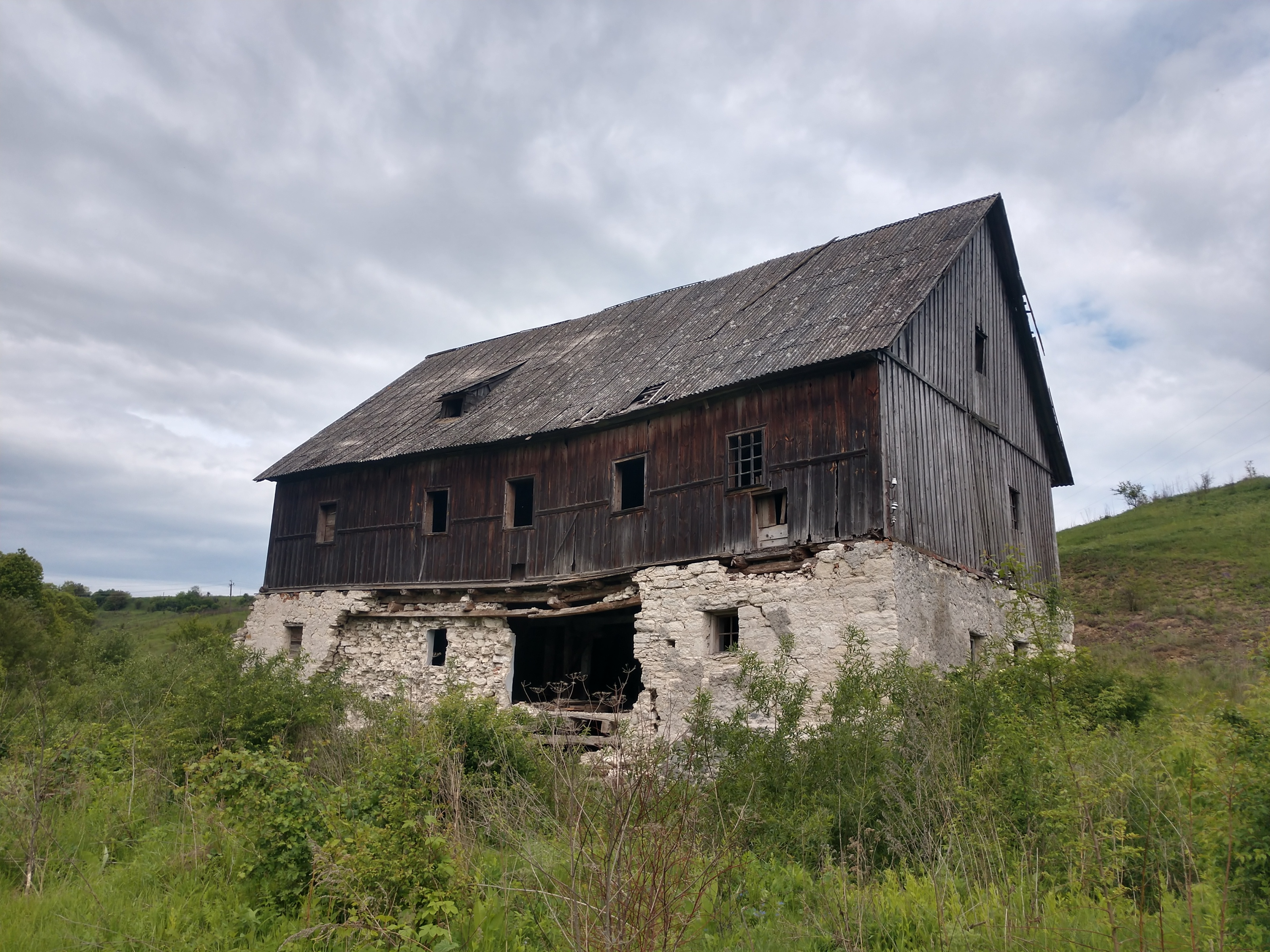
Млин в смт Смотрич на р. Смотрич
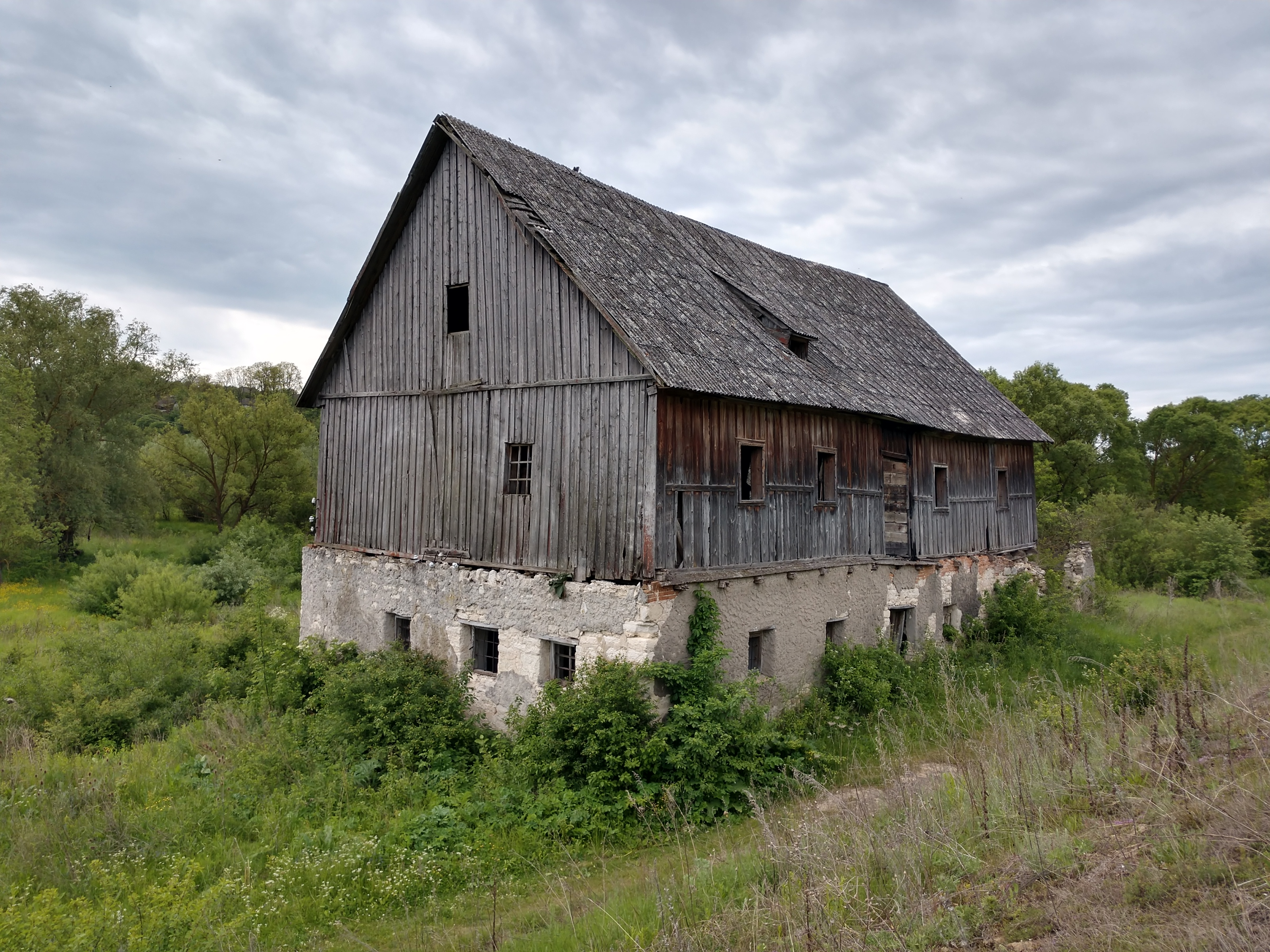
Млин
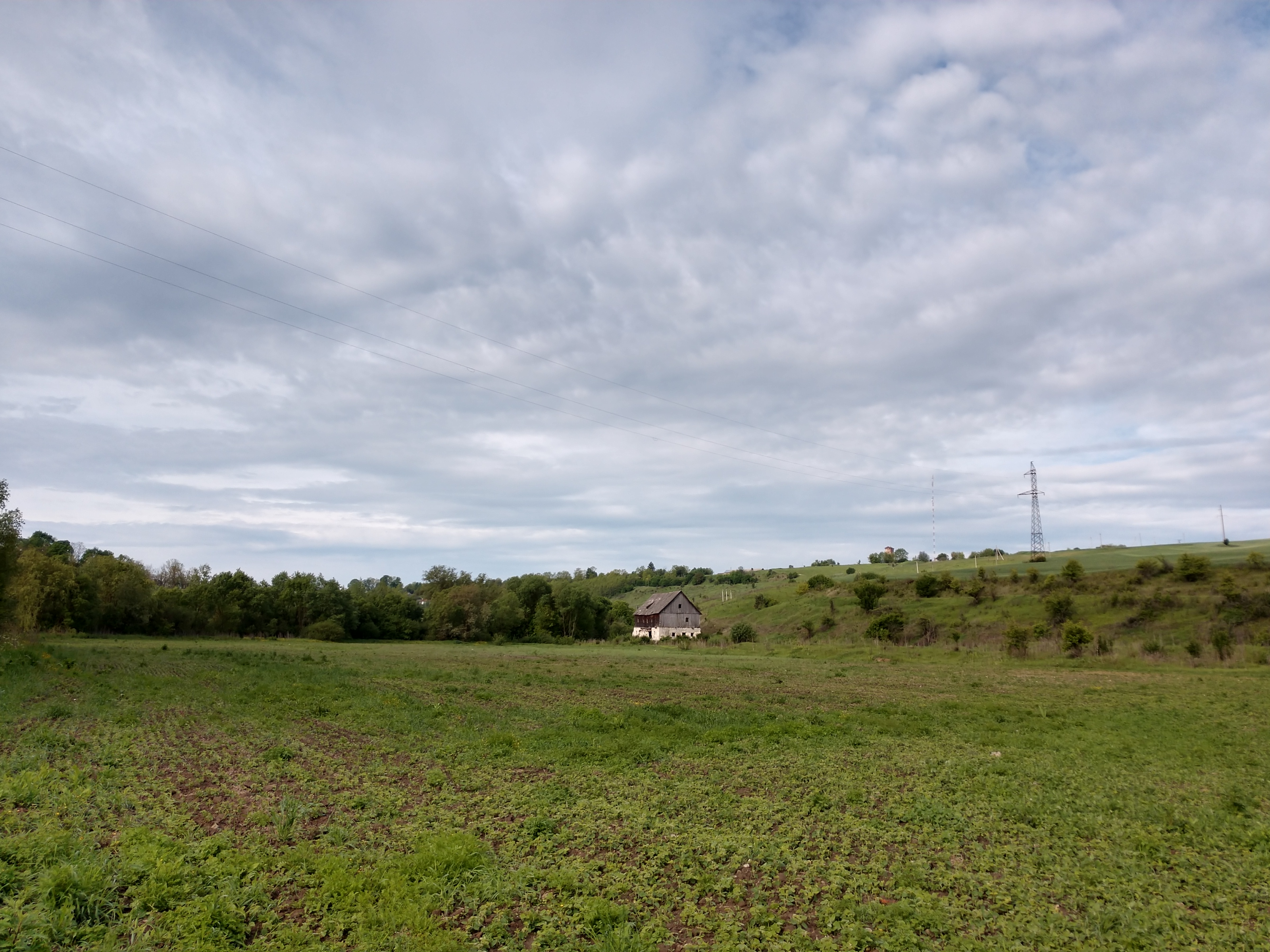
Млин в смт Смотрич
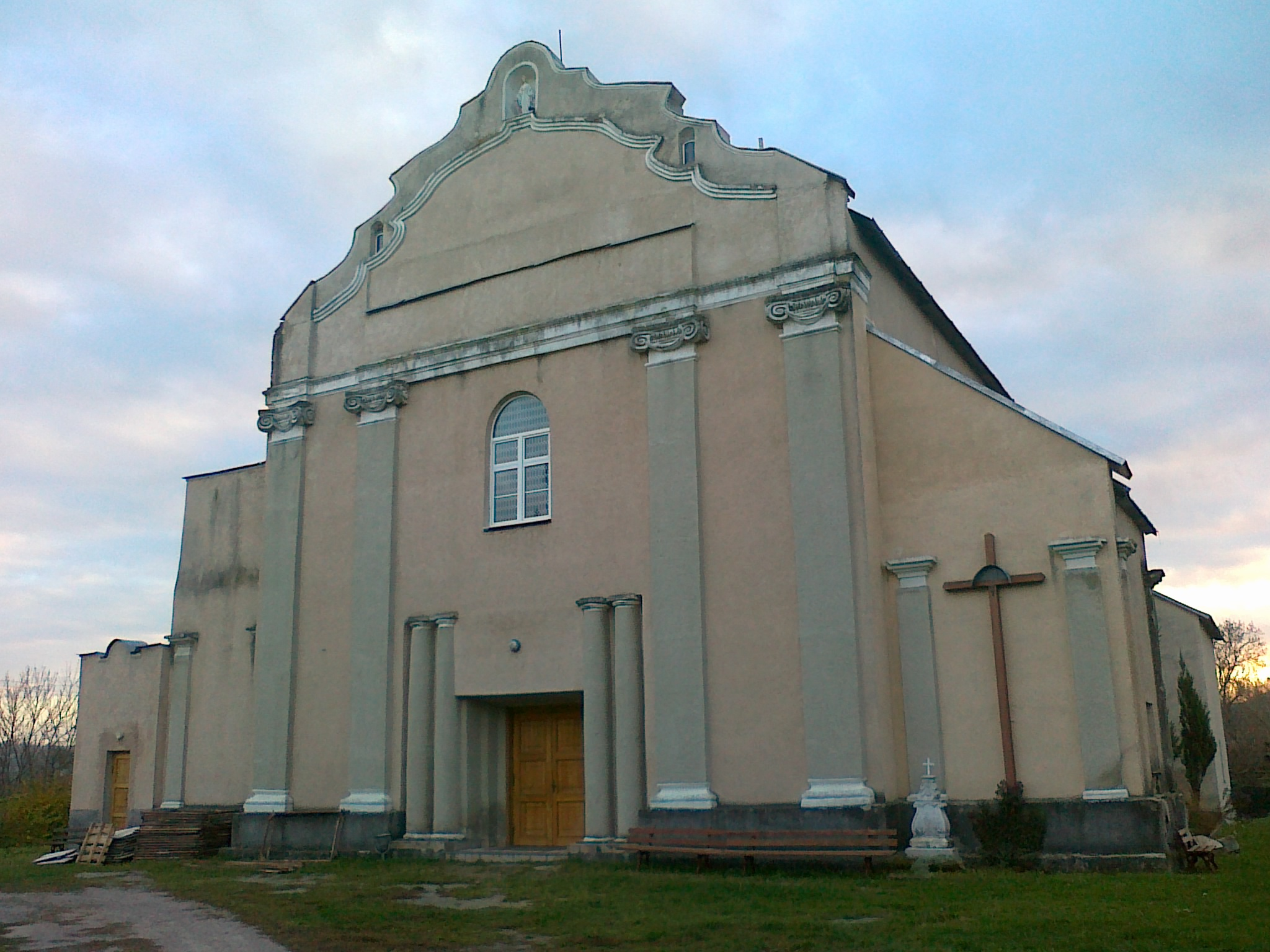
Домініканський костьол св. Миколая